# The Hound of the Baskervilles (sèrie de televisió)
The Hound of the Baskervilles és una sèrie de televisió britànica de 1982 realitzada per la BBC. Va ser produïda per Barry Letts, dirigida per Peter Duguid i protagonitzada per Tom Baker com a Sherlock Holmes i Terence Rigby com a Doctor Watson. L'adaptació es va emetre com una sèrie de quatre parts, i està basada en la novel·la de Sherlock Holmes de 1902 El gos dels Baskerville, escrita per Arthur Conan Doyle. La partitura musical va ser composta i dirigida per Carl Davis.

## Repartiment
- Tom Baker com a Sherlock Holmes
- Terence Rigby com a Dr. John H. Watson
- Nicholas Woodeson com a Sir Henry Baskerville
- Christopher Ravenscroft com a Stapleton
- Kay Adshead com a Beryl Stapleton
- Will Knightley com a Dr. Mortimer
- Morris Perry com a Barrymore
- Gillian Martell com a Mrs. Barrymore
- Caroline John com a Laura Lyons
- William Squire com a Mr. Frankland
- Hubert Rees com a Inspector Lestrade
- Michael Goldie com a Selden
- John Boswall com a Sir Charles Baskerville
- Terry Forrestal com a Sir Hugo Baskerville

## Producció
Aquesta producció de The Hound of the Baskervilles de Doyle va ser la segona adaptació multipart de la BBC, després de l'episodi de dues parts de Peter Cushing per a la sèrie de televisió Sherlock Holmes de 1968. La sèrie de 1982 formava part de la sèrie de la BBC Sunday Classics de drames d'època i adaptacions literàries.
La sèrie va ser una reunió de Tom Baker, el productor Barry Letts i l'editor de guions Terrance Dicks, que havien treballat junts en la primera sèrie de Baker de Doctor Who, Robot (1974–75). Com a Quart Doctor, Baker havia aparegut a la sèrie "The Talons of Weng-Chiang" (1977), on el Doctor anava vestit de Sherlock Holmes amb un barret model deerstalker. En una entrevista a la BBC Radio 4 l'any 2009, Baker va comparar el personatge del Doctor amb Sherlock Holmes, dient que "la qüestió és que el Dr. Who no és realment una part d'actuació, igual que Sherlock Holmes". El propi Baker va considerar la seva actuació en aquesta sèrie un fracàs, dient "No podria elevar el personatge a aquest món especial que fa que Holmes sigui tan divertit i fascinant".
Terence Rigby, que va interpretar Watson en aquesta producció, més tard va interpretar l'Inspector Layton a la versió de 1983 de The Sign of Four, amb Ian Richardson com Sherlock Holmes.
La sèrie es va rodar als estudis de Birmingham de la BBC amb plànols exteriors filmats a Dartmoor per inserir-los a la pel·lícula. En la seva autobiografia posterior, Baker va afirmar que "el gos que havia estat contractat per la BBC per interpretar el gos era més mans que la Mare Teresa" i se'l va haver de persuadir amb salsitxes perquè ataqués Nicholas Woodeson.

## Recepció
Les opinions dels espectadors en aquell moment estaven dividides, fet que no ha millorat amb el temps. El 2015, The Daily Telegraph va descriure l'adaptació com una "visió tradicional de l'aventura més famosa de Holmes" i, tot i que va seleccionar Baker com a 15è en un compte enrere dels "20 millors Sherlock Holmes", va dir que a Baker "podia haver-li anat millor quedant-se a la TARDIS", argumentant que va oferir "una actuació estranyament plana". El 2009, John Walsh de The Independent va comentar que "al costat de les encarnacions clàssiques del gran detectiu de Basil Rathbone, Peter Cushing i Jeremy Brett, el públic ha hagut de patir les suplantacions de Michael Caine, Peter Cook, Larry Hagman, John Cleese, Tom Baker, fins i tot Roger Moore."